# Pierre Pilote
 Pierre Pilote, Joseph Albert Pierre Paul Pilote (Kénogami, Québec, 1931. december 11. – Barrie, Ontario, 2017. szeptember 10.) kanadai jégkorongozó, hátvéd.

## Pályafutása
1950 és 1969 között volt aktív jégkorongozó. Az NHL-ben 1955 és 1969 között játszott két csapatban, összesen 890 alkalommal. A Chicago Blackhawks-szal 13, a Toronto Maple Leafs színeiben egy idényen át játszott az NHL-ben. Az 1960–61-es idényben a Chicago Blackhawks tagjaként Stanley-kupa győztes lett.

## Sikerei, díjai
- James Norris-emlékkupa (1962–63, 1963–64, 1964–65)

 Chicago Blackhawks
- Stanley-kupa
  - győztes: 1960–61